# (34711) 2001 OV97
2001 OV97 (asteroide 34711) é um asteroide da cintura principal. Possui uma excentricidade de 0.04166260 e uma inclinação de 11.13817º.
Este asteroide foi descoberto no dia 25 de julho de 2001 por NEAT em Haleakala.